# تام سوینی
تام اسونی (انگلیسی: Tom Sweenie؛ زادهٔ ۱۵ ژوئیهٔ ۱۹۴۵) بازیکن فوتبال اهل بریتانیا است.
از باشگاه‌هایی که در آن بازی کرده‌است می‌توان به باشگاه فوتبال لستر سیتی، باشگاه فوتبال آرسنال، باشگاه فوتبال هادرزفیلد تاون، باشگاه فوتبال یورک سیتی، و باشگاه فوتبال بارتون آلبیون اشاره کرد.